# 茄萣濕地
茄萣濕地位於台灣高雄市茄萣區內，屬地方級濕地，因蟯港潟湖淤積及填海造陸形成的內陸沼澤濕地和南邊的海岸自然溼地，部分地形因建港和成立濕地公園等規劃，受到人工造景擾變，但仍具有成為國際級濕地的豐富生態潛力。濕地位於原高雄鹽場竹滬鹽田的北部，公元1991年因興達港（遠洋漁港）興建而閒置，部分因遠洋漁港浚深淤泥堆積，2012年公有地被規劃為濕地生態公園，園區東北角有戰後初期留下的歷史建築茄萣竹滬鹽灘鹽警槍樓，又名鹽田槍樓，幅員廣大的茄萣濕地，有廢曬後自然形成的豐富濕地生態，成為各種留鳥、候鳥棲息地，特別是國際級保育鳥類黑面琵鷺渡冬，但棲息地受道路切割開發而破碎化的威脅。

## 茄萣濕地棲息的動物及鳥類

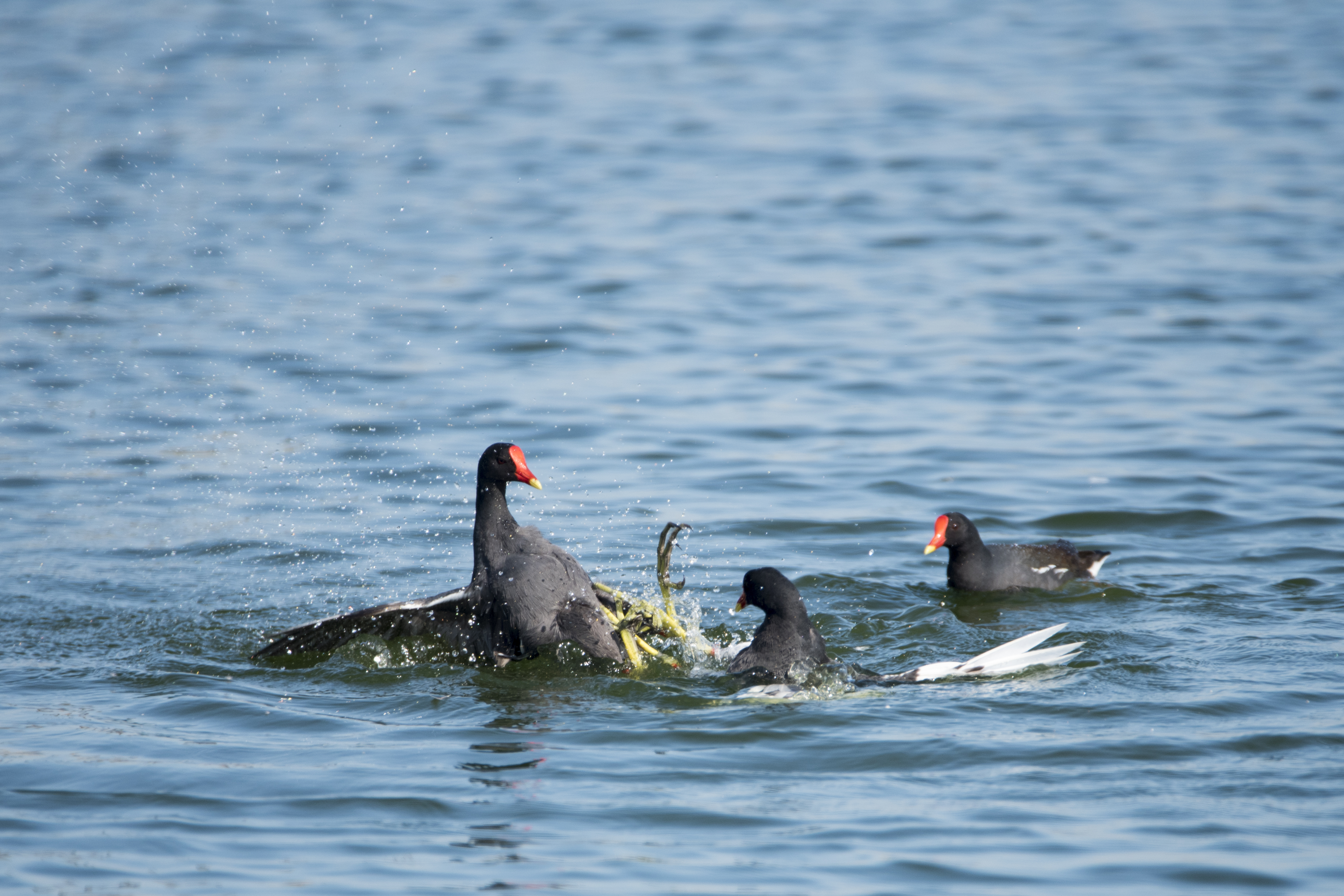
紅冠水雞

- 黑面琵鷺
- 大白鷺
- 小白鷺
- 蒼鷺
- 澤鵟

## 茄萣濕地生長的植物
- 蘆葦
- 鹽定

## 歷史遺跡及產業遺產

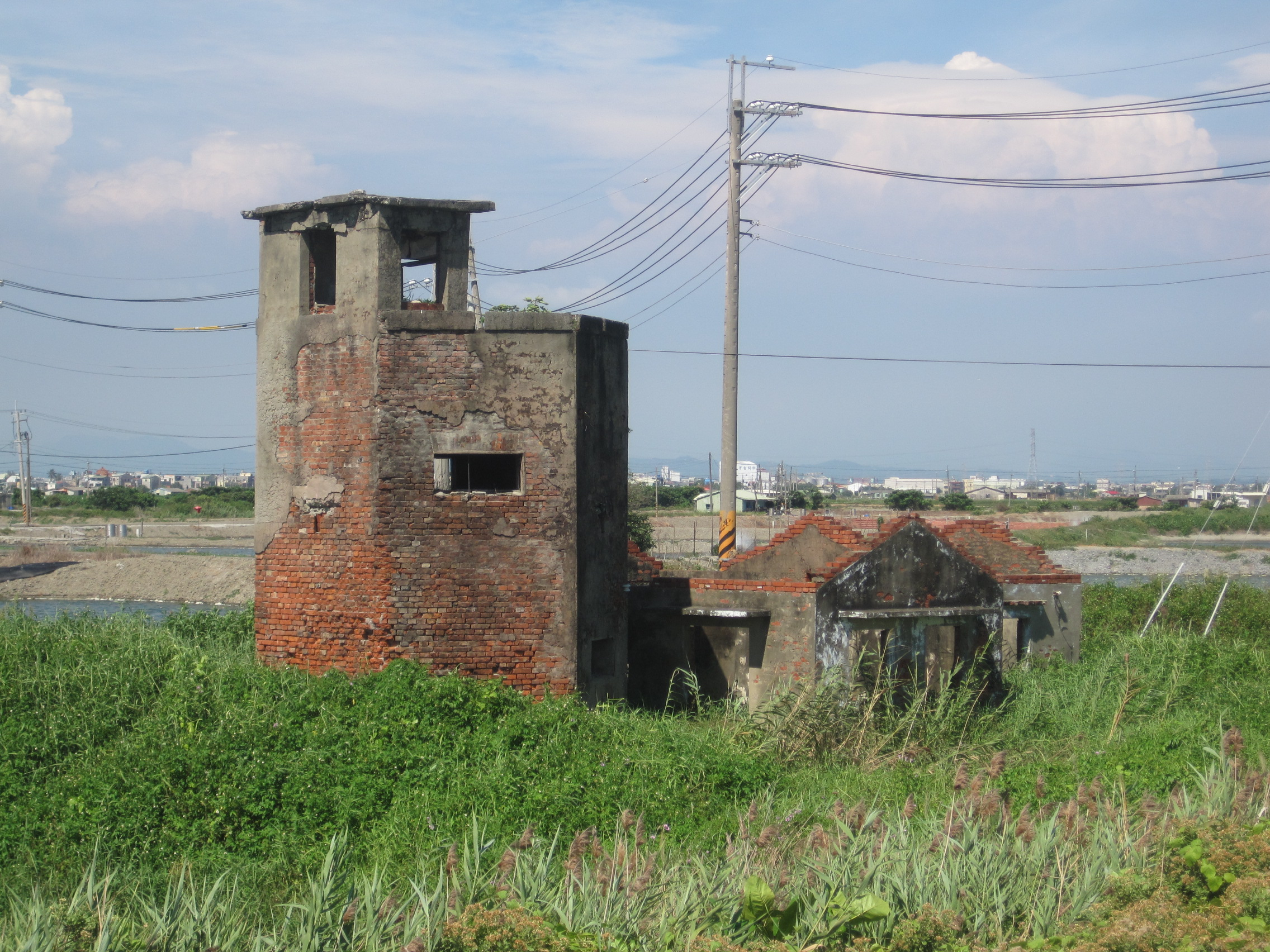
茄萣鹽田槍樓

- 大蒸發池：高雄鹽場廢曬後剩下的大水池，池中間的鱷魚形小島又名「大山」，有墳墓和樹林，鳥類鷺鷥會在這裡棲息。
- 茄萣鹽田槍樓

## 茄萣溼地的活動
冬季為候鳥度冬季節，茄萣濕地內部不開放行人進入打擾野生動物，觀賞鳥類可在土堤、賞鳥屋及賞鳥亭上。
- 冬季候鳥季開始前，每年會舉辦候鳥季生態教育活動。

## 在地保育團體
- 守護茄萣濕地青年聯盟
- 茄萣生態文化協會
- 茄萣觀光協會

## 外部連結
- 國家重要濕地保育計畫－茄萣濕地